# Kreis Morges
| Kreis Morges           | Kreis Morges        |
| Basisdaten             | Basisdaten          |
| ---------------------- | ------------------- |
| Staat:                 | Schweiz             |
| Kanton:                | Waadt (VD)          |
| Bezirk:                | Morges              |
| Hauptort:              | Morges              |
| Fläche:                | 5,43 km²            |
| Einwohner:             | 19'648 (31.12.2023) |
| Bevölkerungsdichte:    | 3618 Einw. pro km²  |
| Aufgehoben am:         | 31. Dezember 2006   |
| Karte                  |                     |
| Karte von Kreis Morges |                     |

Der Kreis Morges (französisch Cercle de Morges) war bis zum 31. August 2006 eine Verwaltungseinheit des Bezirks Morges im Kanton Waadt in der Schweiz. Sitz des Kreisamtes war Morges.
Der Kreis umfasste zwei Gemeinden und war 5,43 km² gross. Die Gemeinden des ehemaligen Kreises zählten Ende 2023 19'648 Einwohner.
| Wappen     | Name der Gemeinde | Einwohner (31. Dezember 2023) | Fläche in km² | Einw. pro km² |
| ---------- | ----------------- | ----------------------------- | ------------- | ------------- |
| Morges     | Morges            | 17'720                        | 3,84          | 4615          |
| Tolochenaz | Tolochenaz        | 1'928                         | 1,59          | 1213          |
| Total (2)  | Total (2)         | 19'648                        | 5,43          | 3618          |